# In scirpo nodum quaerere
 In scirpo nodum quaerere лат. (изговор: ин сцирпо нодум кверере). Тражити човр у  рогозу. (Теренције)

## Поријекло изреке
Ову изреку је изрекао у другом вијеку старе ере познати  римски  писац  комедија Теренције.

## Изрека у српском језику
У српском језику се каже: тражи длаку у јајету.

## Тумачење
Изрека се каже када је неко цијепидлака и тражи оно чега нема и што се не може наћи.